# Haus Kickelhain

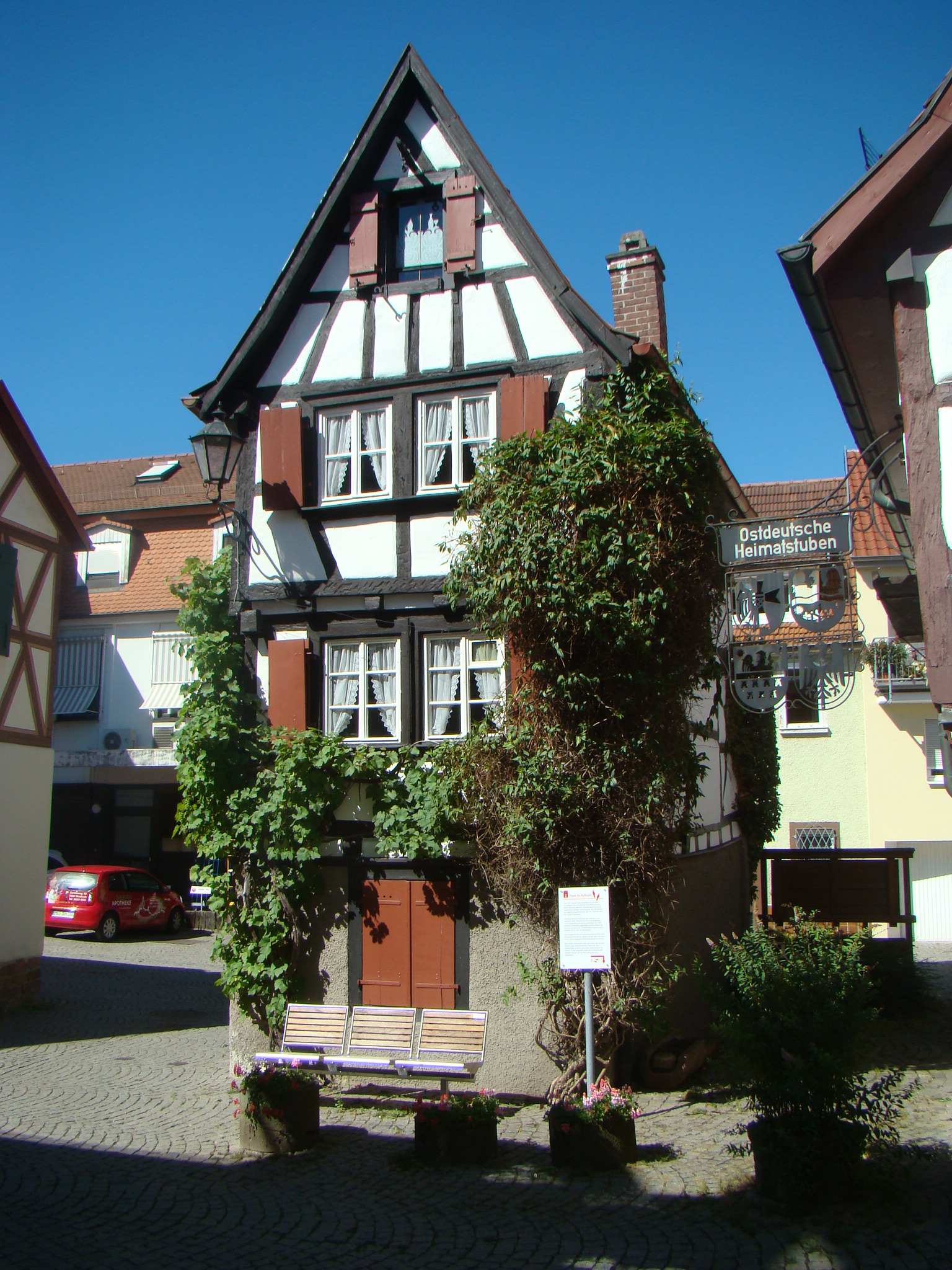
Haus Kickelhain in Mosbach

Das Haus Kickelhain in der Harnischgasse 13 in Mosbach im Neckar-Odenwald-Kreis im nördlichen Baden-Württemberg ist ein historisches Fachwerkhaus. Als Beispiel für die Wohnsituation vergangener Zeiten ist es Teil des im benachbarten Alten Hospital untergebrachten Mosbacher Stadtmuseums. Das Gebäude gilt als schmalstes Fachwerkhaus in Mosbach und überhaupt eines der kleinsten freistehenden Fachwerkwohnhäuser in Süddeutschland.

## Geschichte
Laut der tradierten Historie wurde das Haus um 1788 – und damit nach dem Stadtbrand von 1723 – erbaut. Neuere dendrochronologische
Untersuchungen haben jedoch ergeben, dass das Holz für das Dachgebälk bereits 1590/91 gefällt wurde.
Das Haus kam 1920 in den Besitz der Stadt Mosbach und wird seit 1972/73 museal genutzt.

## Beschreibung
Das Erdgeschoss des auf einer äußerst geringen Grundfläche freistehenden Gebäudes ist massiv gemauert, darauf befindet sich ein zweistöckiger Fachwerkbau aus Eichenholz mit zum Teil gering vorkragenden Geschossen. Das Gebäude ist nach Süden hin giebelständig zu einer platzartigen Erweiterung der Gasse ausgerichtet. Bauzeitlich erhalten ist vor allem die rückwärtige Giebelseite, während der Südgiebel spätere Veränderungen erfuhr.